# DHL航空瓜地馬拉分公司7216號班機事故
DHL航空瓜地馬拉分公司7216号班機事故是发生于当地时间2022年4月7日上午的一起飞机事故。航班号为L37216（IATA），JOS7216（ICAO)，该航班原定于自胡安·圣玛丽亚国际机场至拉奥罗拉国际机场，飞机于当地时间9时36分起飞，起飞后不久飞行员报告飞行控制系统出现问题，要求进行返航，在返回机场降落过程中飞机突然向跑道右侧侧滑最终冲出跑道，停在跑道右侧的草坪上，飞机断成两截，由于该航班为货运航班，机上只有两名飞行员，飞行员并无大碍。涉事飞机为波音757-200型，注册国家为巴拿马，注册编号为HP-2010DAE，事发时机龄为22.3年。

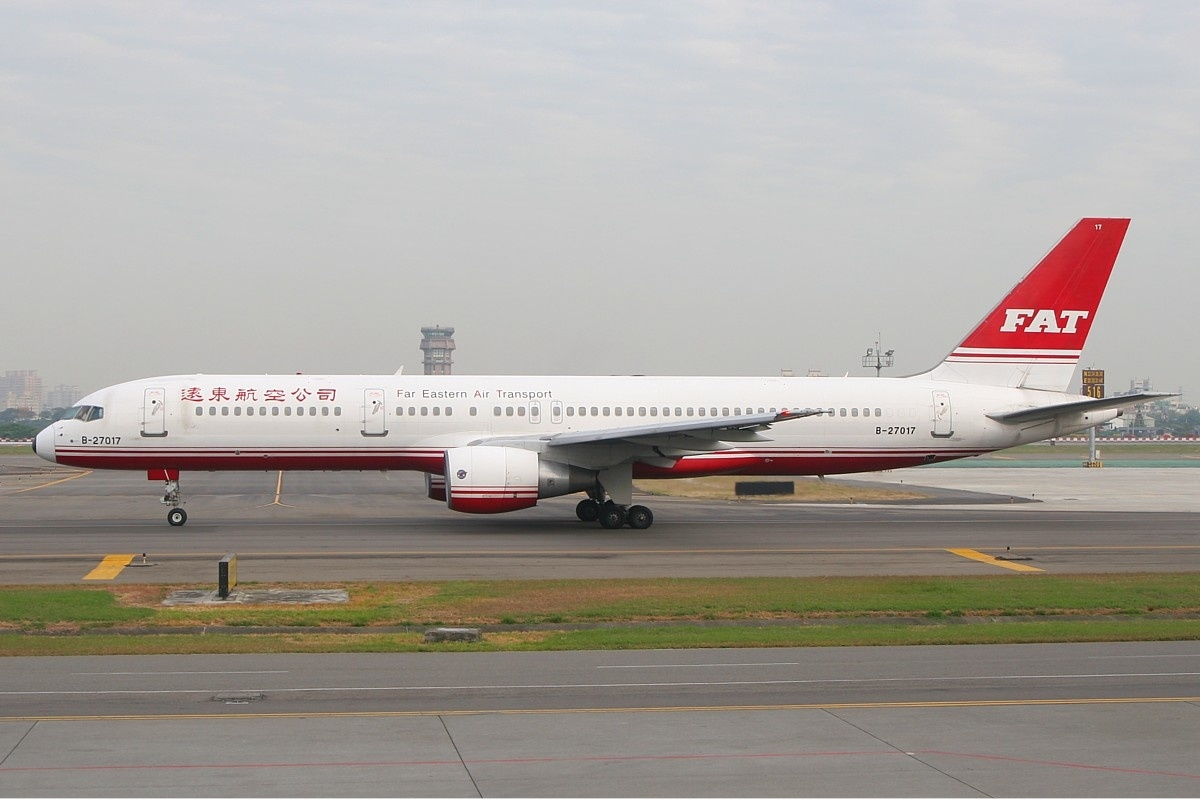
事故機於2006年12月尚於遠東航空服役

## 事发经过
当地时间2022年4月7日9时36分飞机于胡安·圣玛丽亚国际机场07号跑道起飞，在爬升过程中飞行员宣布液压系统故障，随即向空中交通管制员报告并请求返回机场，但由于携带燃油过多，飞机在机场上空进行盘旋，盘旋数周後，飞行员进行降落，降落过程中根据当时机场地面救援人员拍摄的画面显示，飞机在最初接地的前几秒钟正常滑行，数秒后，飞机右侧主起落架突然冒出白烟，飞机随即向右侧侧滑，最终机头调转180°停在了跑道右侧的草坪上，飞机后部断裂，垂直尾翼水平尾翼与機身分離。消防人员对飞机喷洒泡沫，飞机并未起火，飞行员通过驾驶舱的逃生窗安全逃离。发生事故后，由于胡安·圣玛丽亚国际机场只有一条跑道运行，该事故导致机场关闭数小时，直到当日下午16时才恢复。